# غتشي (أرومية)
غتشي هي قرية في مقاطعة أرومية، إيران. يقدر عدد سكانها بـ 343 نسمة بحسب إحصاء 2016.